# 羨道

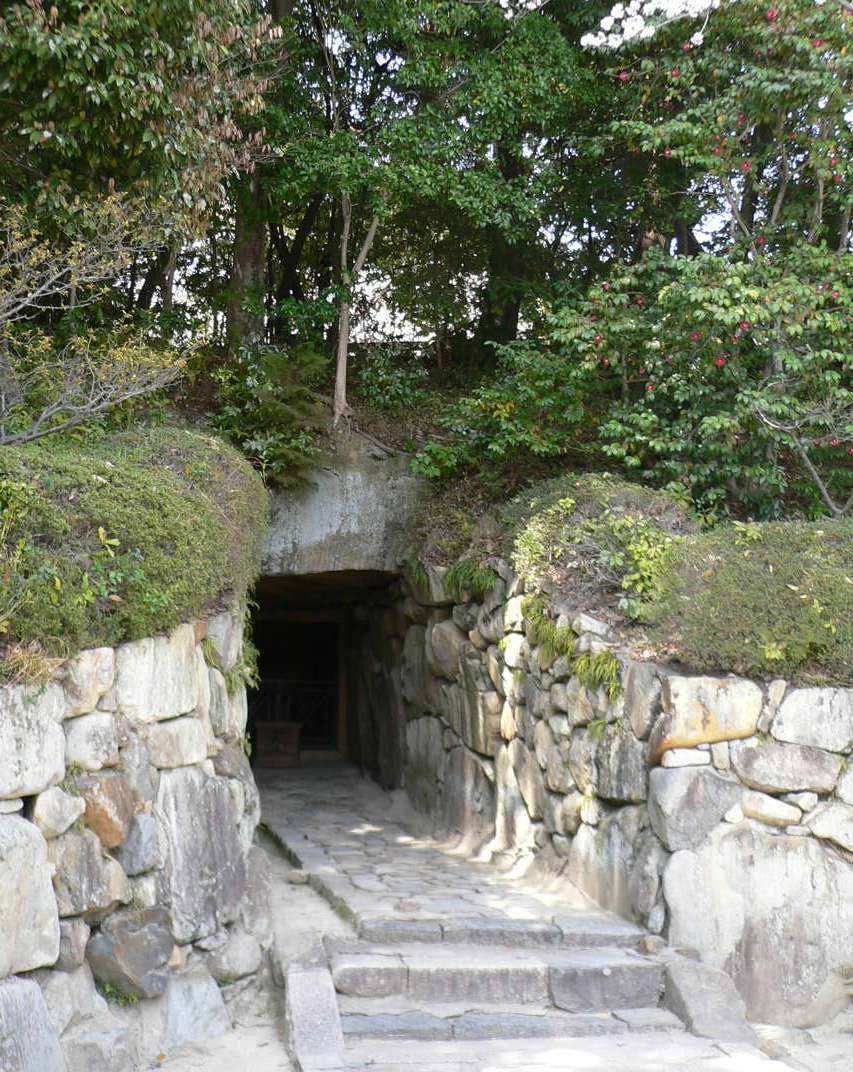
白鳥塚古墳（兵庫県宝塚市）の羨道

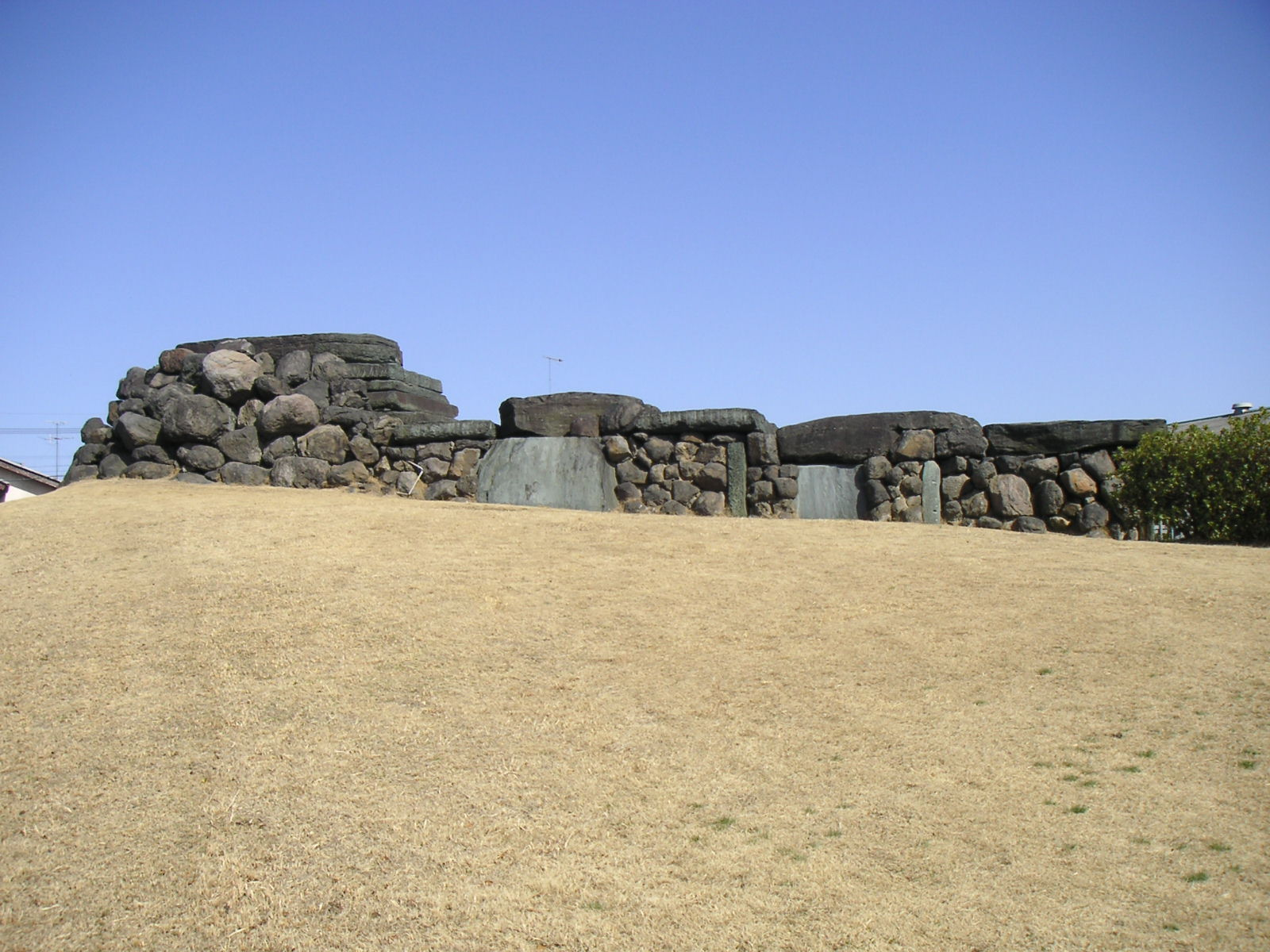
羨道・前室・中室・奥室からなる八幡山古墳の横穴式石室（埼玉県行田市）。封土が失われて石室が露出している。

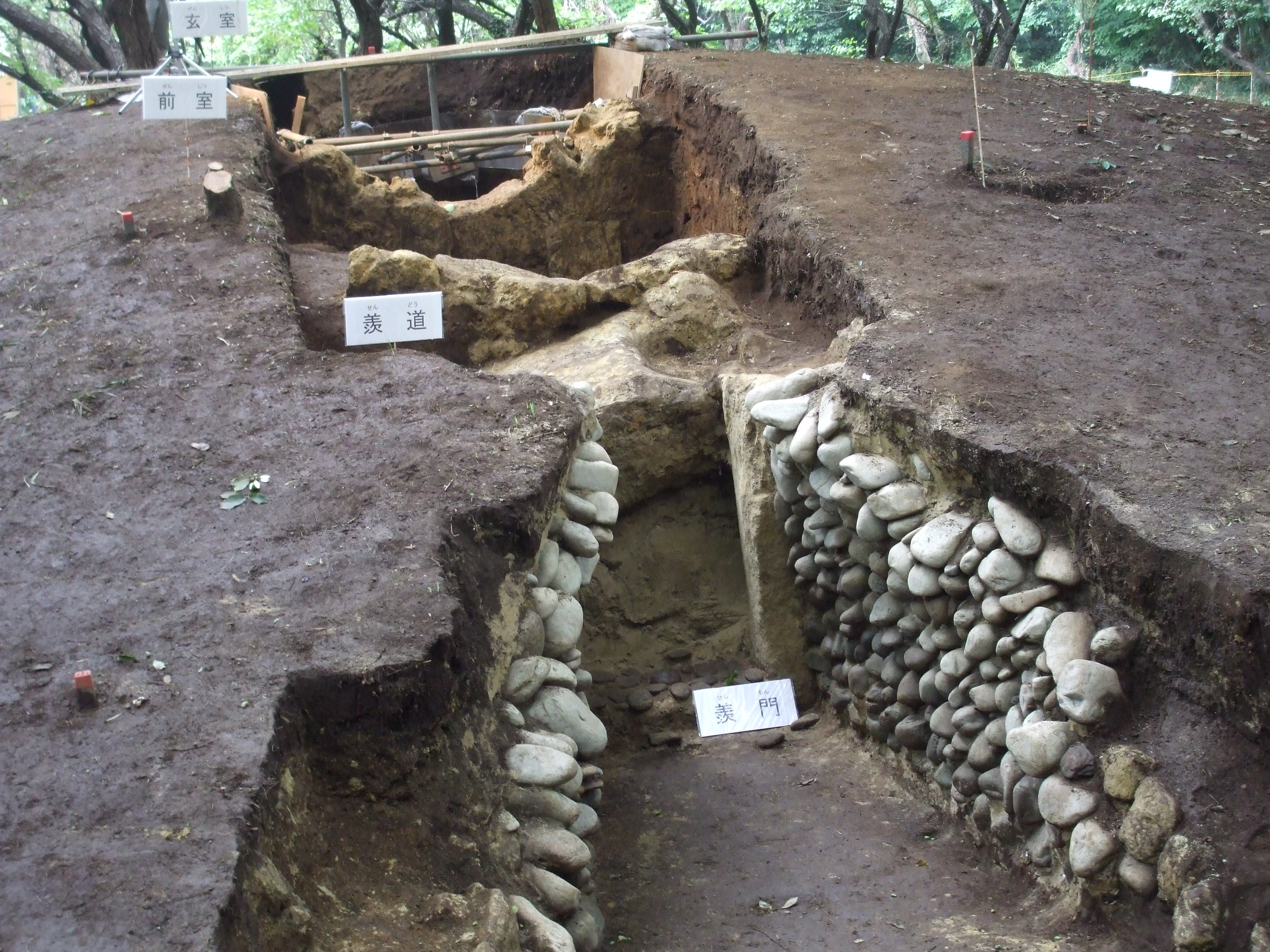
前室・玄室（奥室）の複式構造をとる天文台構内古墳（東京都三鷹市）。手前には墓前域が広がり、羨道の長さは10ないし20センチメートルときわめて短い。

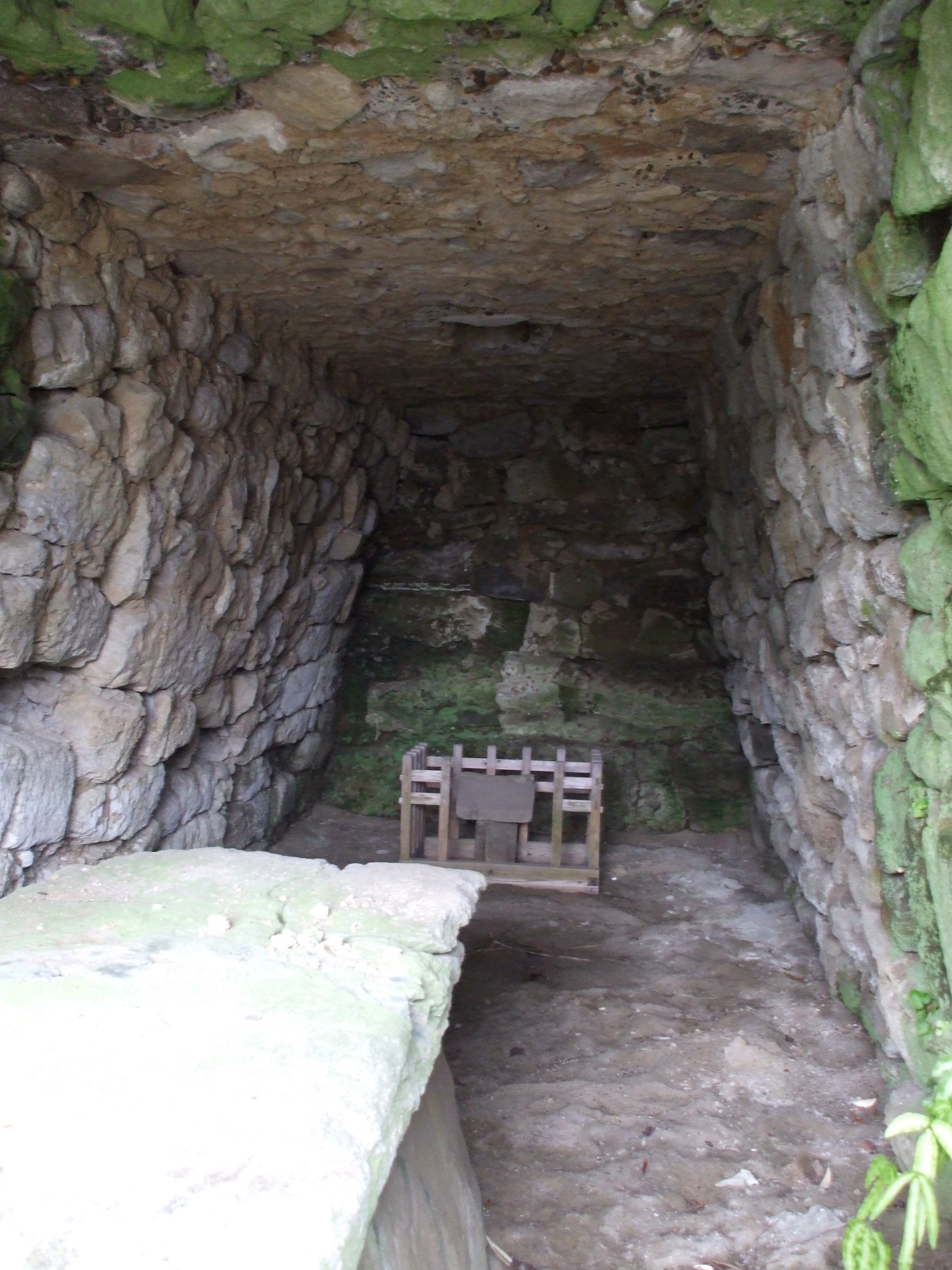
羨道と玄室の区別のない金鈴塚古墳（千葉県木更津市）の石室

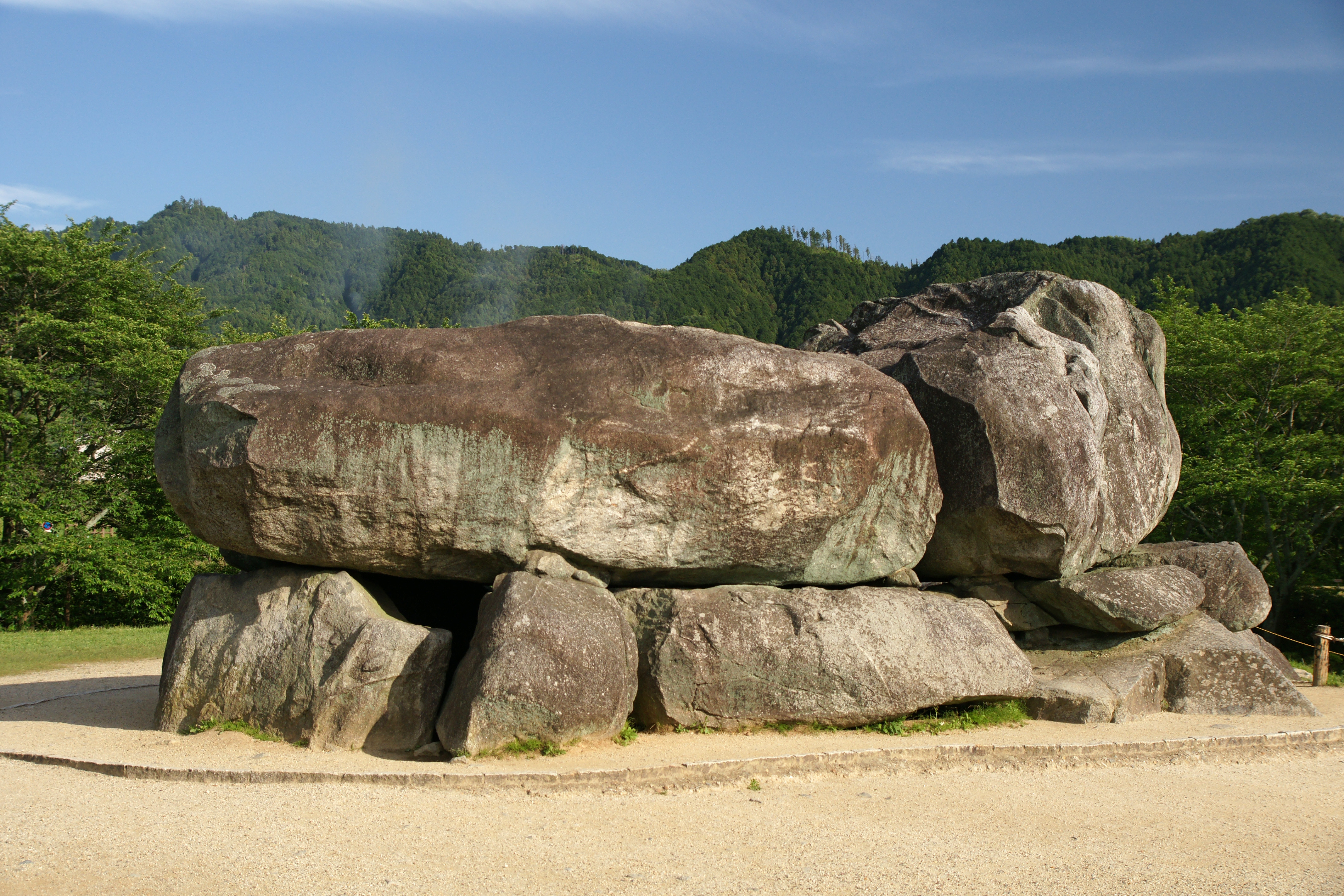
巨大な天井石で知られる石舞台古墳（奈良県明日香村）

羨道（えんどう）とは、古墳の横穴式石室や横穴墓などの玄室と外部とを結ぶ通路部分。慣習的に「せんどう」とも呼称する。

## 概要
羨道は、古墳の横穴式石室（墳丘側面から出入りする構造の石室）や横口式石槨、横穴墓など横穴系埋葬施設において、棺を納めて遺体を安置する主室ともいうべき玄室（げんしつ）と外部とを結ぶトンネル状の墓道的部分をさし、入口は一般に羨門と呼ばれる。中国の墳墓においては、墓道のことを「羨」と称し、上部に覆いを必要とはしないが、日本においては、一般に天井をともなう。
羨道は、玄室にくらべ幅がせまく、天井の高さも低いことが多い。玄室が2室以上におよぶ場合を「複室構造」と称し、その場合は羨道に近い方を「前室」、遠い方を「奥室」と呼んで区別することが多い。なお、奥室のみを「玄室」と称することもあり、また、三室構造を採り、前室と奥室のあいだに「中室」をともなう場合もある。
羨道は、玄室中央に付設されるもの（両袖式）のほかに、一方に偏したもの（片袖式）があり、なかには玄室と羨道の境界が明確でないもの（無袖式）もみられる。また、羨道で葬送にまつわる祭祀がおこなわれた事例も確認されている。羨門は多くの場合、「閉塞石」と呼ばれる積み石や扉石などの石、あるいは木製の扉などで閉鎖されており、追葬をおこなう際に取りはずす仕組みとなっていたことが確認されている。

## 起源と役割

### 発生とその波及
羨道は、歴史的には、横穴系の埋葬施設の一部分として登場しており、その起源は横穴系埋葬施設の登場に求められる。
4世紀末葉ころ、北部九州の玄界灘沿岸地域で構築された横穴式石室が日本列島における横穴系埋葬施設の初見である。この石室の採用は朝鮮半島との交流の影響によるものとみられるが、当初の半世紀のあいだは分布域が玄界灘周辺の地域に限られ、他地域へ波及することはほとんどみられなかった。
5世紀中葉には、現在の熊本県地方に「肥後型石室」と称される横穴式石室が登場し、5世紀後半には数種の横穴式石室が九州地方の北部から中部の地域にかけての墓制の主流を占めるようになり、同時に、この形態の影響によりさまざまな墓制も生まれて横穴系埋葬施設における基本的な形態が出そろった。5世紀後半にはまた、東は若狭（福井県西部）や三河（愛知県東部）のあたりまで少数ながら横穴式石室が構築されるようになった。
6世紀にはいると、近畿地方を中心に「畿内型石室」と称される新型式の石室が営まれるようになり、これを契機に北は東北地方北部から南は九州地方南部にいたるまで横穴系埋葬施設が普及することとなった。

### 構築方法
横穴式石室の構築は、
1. 墳丘を掘り下げ、玄室の奥壁・側壁の第1段の石、および玄室と羨道の境となる袖石をすえて玄室のアウトラインを定める。
2. 遺骸を納めた木棺・石棺・陶棺などを玄室内に安置する。
3. 第2段、第3段の石を積み上げながら、並行して羨道にも石をすえる。
4. 玄室・羨道に天井石をのせる。
5. 封土を積んで、入口には握り拳大の石をつめて閉じる（閉塞石）。扉石の場合もある。

という手順を踏む。開口部分は南に向けられることが多いが、前方後円墳に導入された初期の横穴式石室には、前方部やくびれ部に向けて開口し、方位に制約されない例もみられる。
また、横穴系埋葬施設をもつ古墳のなかには、墳丘をともなわない「地下式横穴墓」もしくは「地下式古墳」と称される墓制がある。これは、5世紀以降の日向（宮崎県）・大隅（鹿児島県）・薩摩（鹿児島県）に偏在し、台地の平坦部に竪孔を掘り、その底面から横方向（水平方向）に掘り進めて玄室を設けるものである。

### 役割と意味
横穴系の埋葬施設は、一方の側面が外部に通じて出入口となっており、石室入口の開閉が可能なため、追葬や合葬にたいへん適している。羨門の閉塞石を取り除いたり、扉をはずせば、外部より出入り可能な状態となり、実際、1つの横穴式石室で何度も埋葬がおこなわれる追葬の事例は数多く確認されている。なかには10体ちかい人骨が出土することもあり、しばしば「家族墓」と称されるゆえんである。
これらの点は、竪穴式石室など、埋葬施設全体が封土に埋没する竪穴系の埋葬施設とは、使用上および構造上において大きく異なる点である。しかし、横穴系の埋葬施設のなかには単独葬のものや事実上追葬の不可能なものもあり、いっぽうでは竪穴系埋葬施設でも追葬のおこなわれた事例もある。もとより墓制と葬制は密接なかかわりをもつことは言うまでもないが、必ずしも完全に一致するものでもないことは注意を要する。
横穴系埋葬施設の普及はまた、単に墓制上あるいは葬制上の重大な変革であるにとどまらず、広く死生観の変革をもうながすこととなった。すなわち、それ以前の死者は、霊魂が天空へと飛翔し去ってゆく存在であったのに対し、横穴式石室の造営は、石室とそこから連続する地下の世界にこそ冥界を認め、「黄泉国」なる他界観がそこから形成されてゆく。
それゆえ、石室のなかには壺・甕・瓶・鉢・坏・高坏などに貯え、あるいは盛られた食物や酒などが供せられた。これらはいずれも、黄泉路の糧として供献されたものと考えられる。横穴式石室より大量に出土する多種多様な土器は、このことを示している。

## ギャラリー

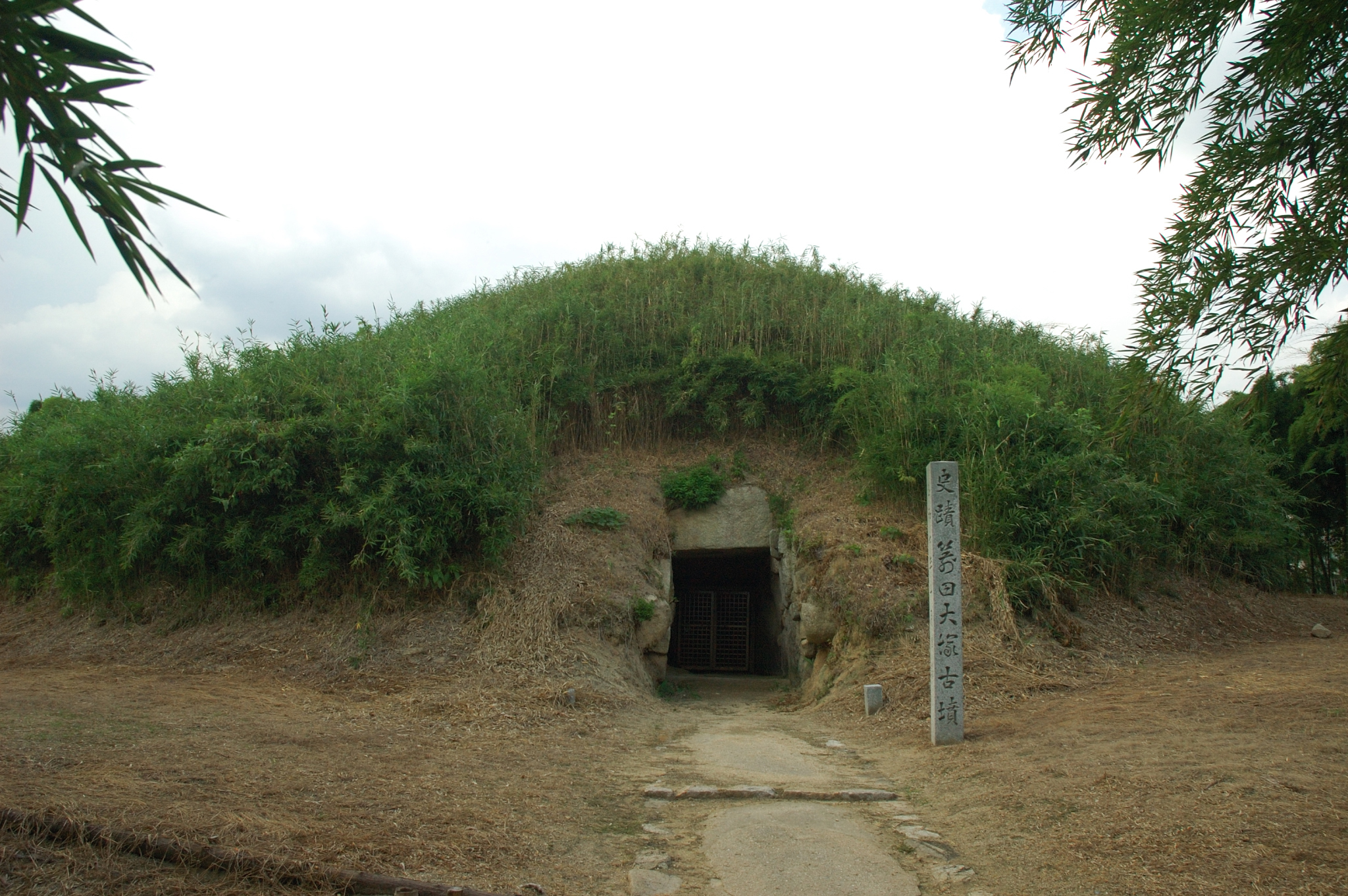
箭田大塚古墳（岡山県倉敷市）の羨道
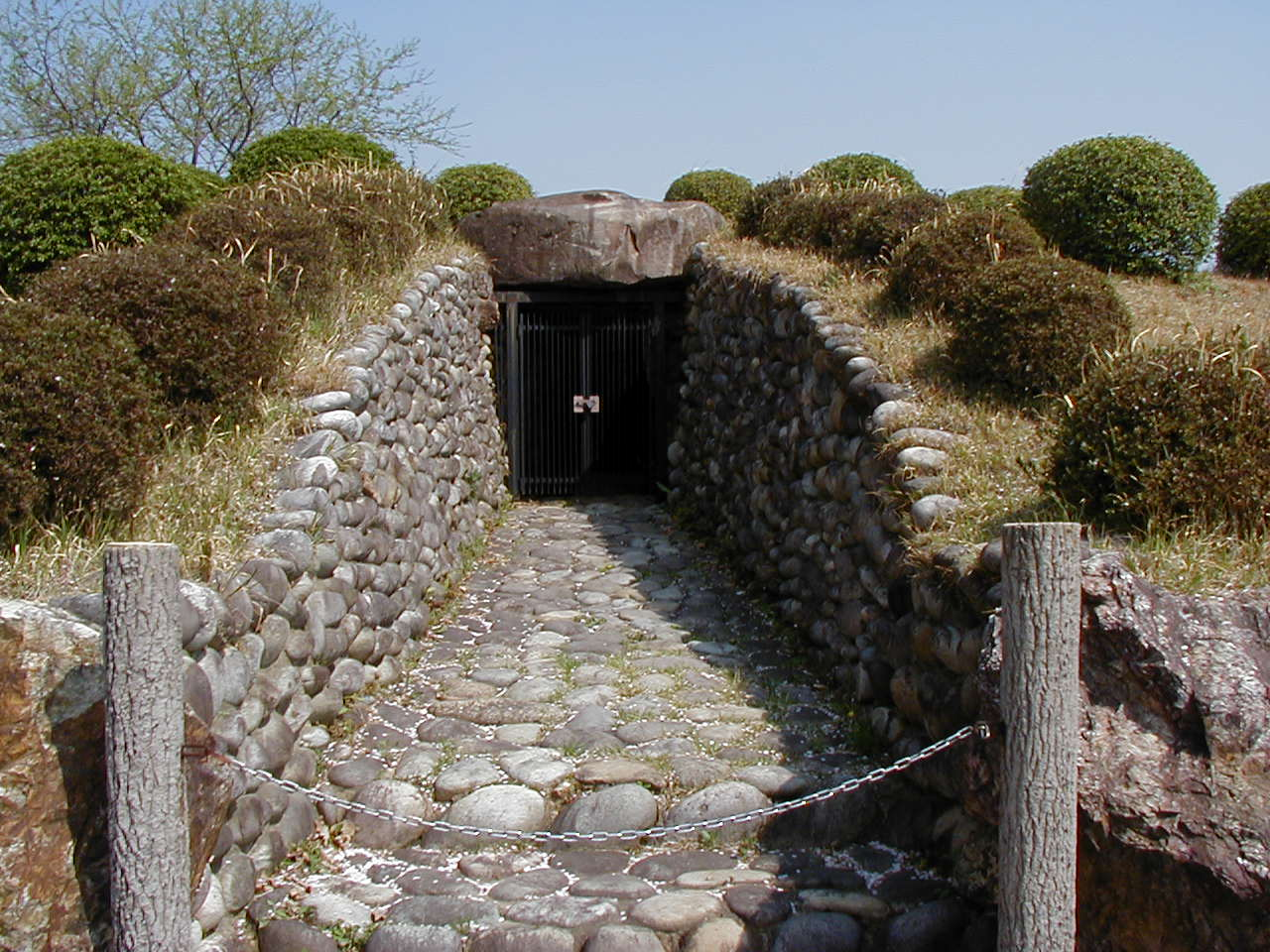
大牧1号古墳（岐阜県各務原市）羨道から石室を望む
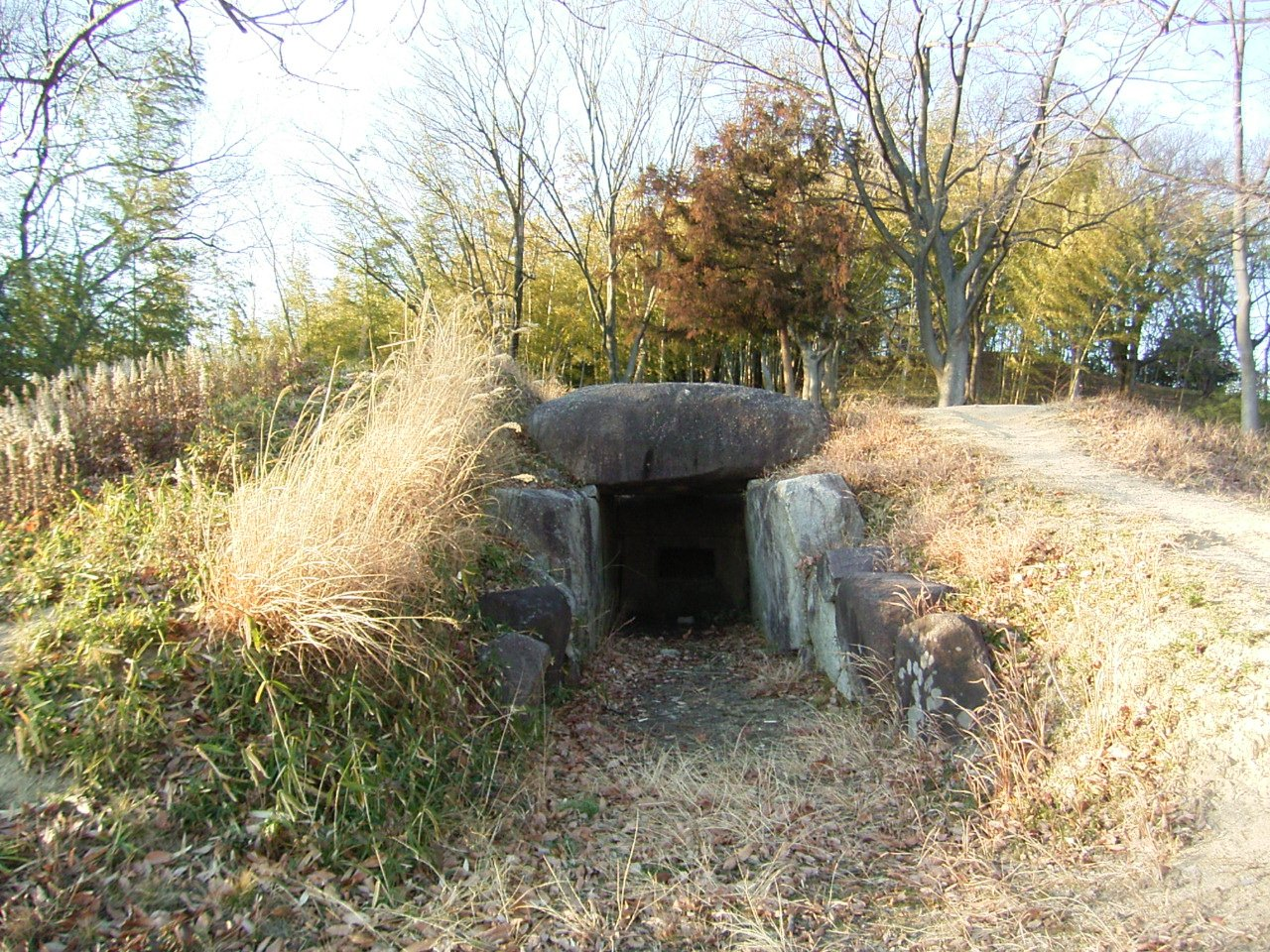
切石を布積みにしたお亀石古墳の羨道（大阪府富田林市）
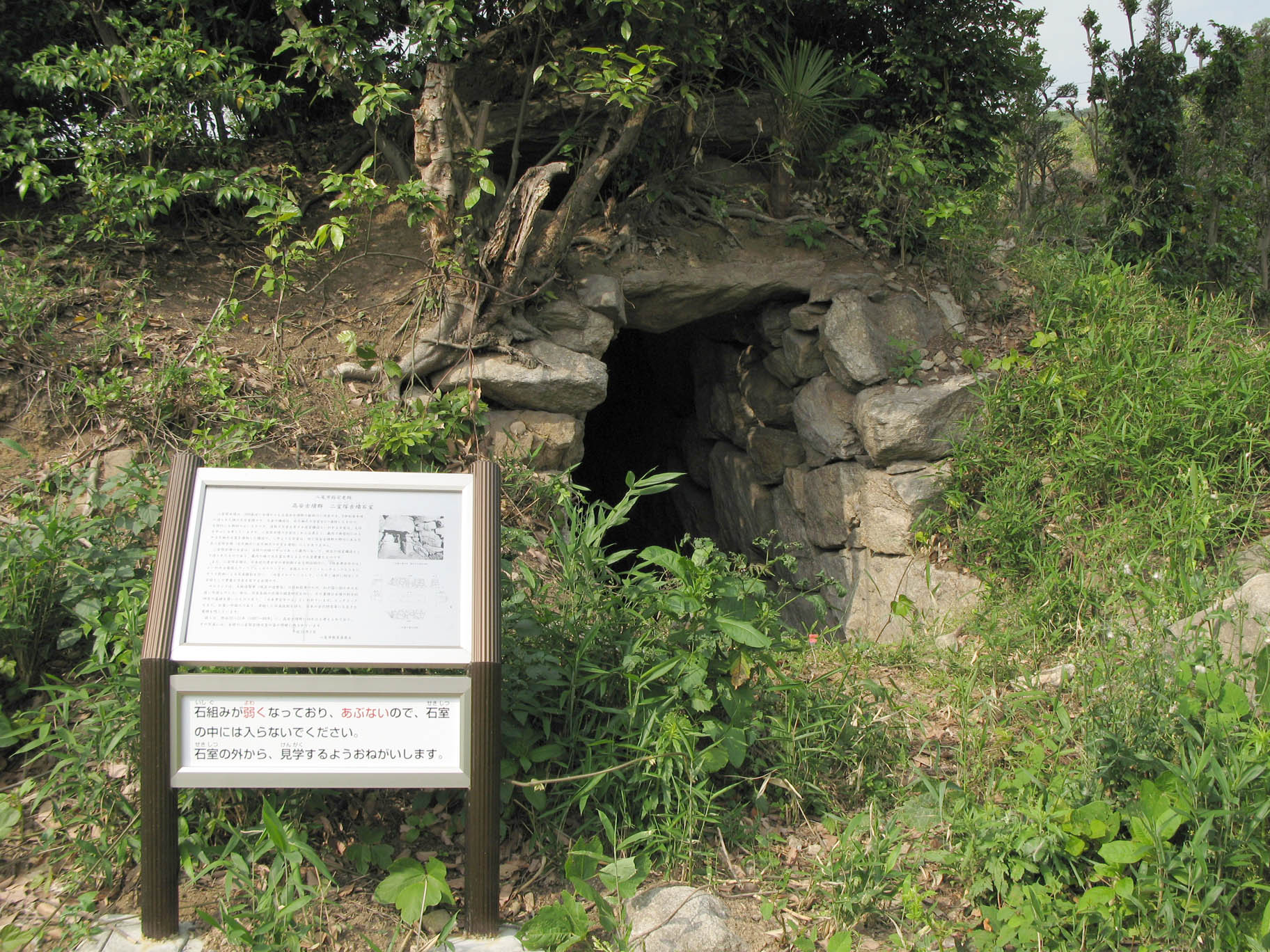
高安古墳群に属する二室塚古墳（大阪府八尾市）の石室羨道開口部分
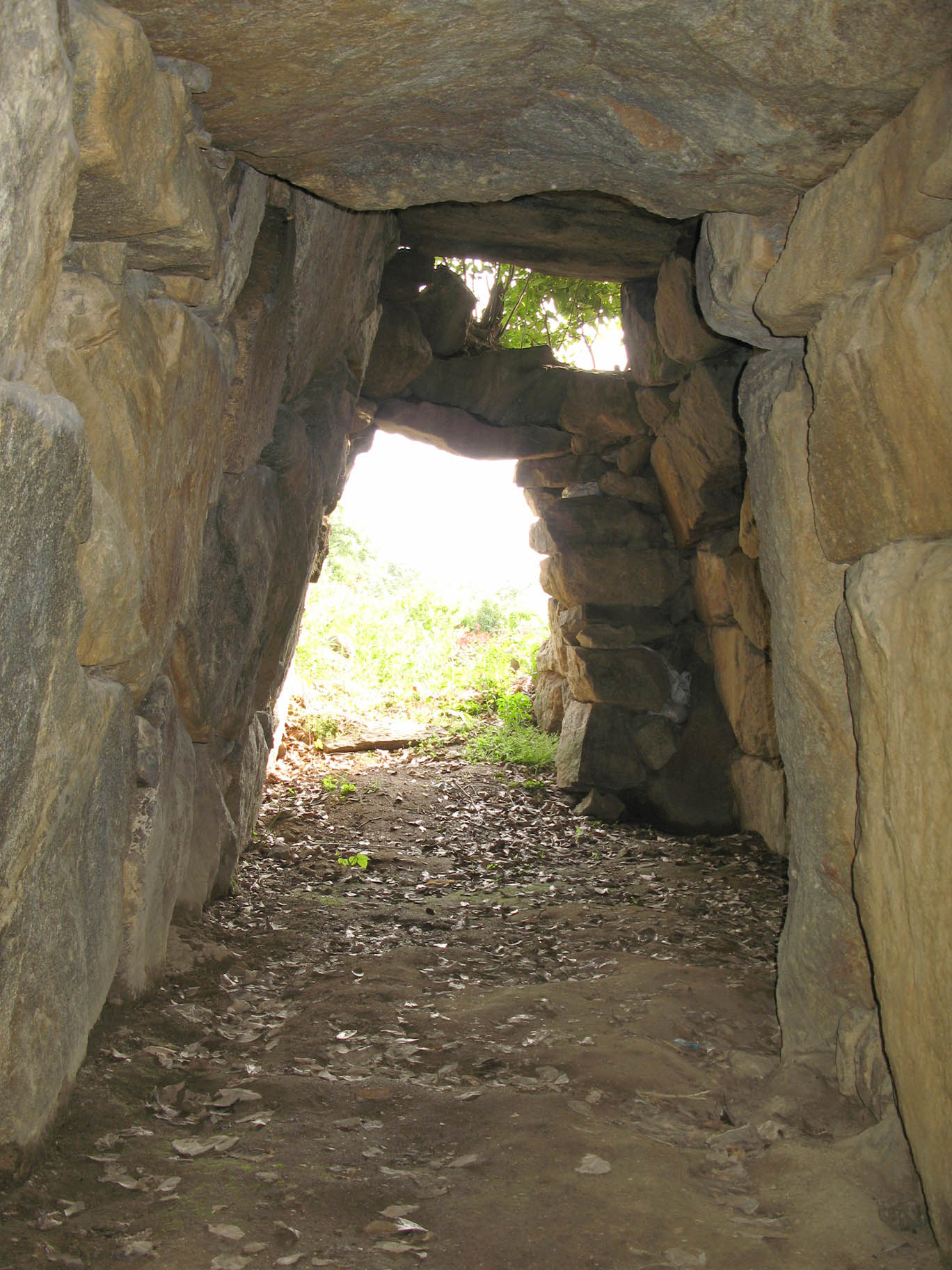
断面が台形様を呈する二室塚古墳（八尾市）の羨道